# Передистий Станіслав Юрійович
Станіслав Юрійович Передистий (нар. 17 квітня 1989, Дніпродзержинськ, Дніпропетровська область, УРСР) — український футболіст, опорний півзахисник «Вікторії».

## Життєпис
Станіслав Передистий народився 17 квітня 1989 року в місті Дніпродзержинськ Дніпропетровської області. У ДЮФЛУ захищав кольори верхньодніпровського СІЛКО (1999—2001), дніпродзержинської «Сталі» (2001—2002) та донецького «Шахтаря» (2002—2006).
У 2006 році підписав свій перший професіональний контракт, з донецьким «Шахтарем», але за головну команду гірників Станіславу не вдалося зіграти жодного поєдинку. Тому за першу команду «Шахтаря» він виступав лише в юнацьких та молодіжних першостях (17 матчів, 1 гол). Натомість виступав у друголіговому фарм-клубі гірників, «Шахтарі-3». За третю команду гірників дебютував 20 серпня 2006 року і програному (1:4) домашньому матчі 4-го туру групи Б Другої ліги чемпіонату України проти комсомольського «Гірника-спорту». Передистий вийшов у стартовому складі та відіграв увесь поєдинок. Дебютним голом у професіональній кар'єрі відзначився на 22-ій хвилині переможного (2:0) виїзного матчу 29-го туру групи Б другої ліги чемпіонату України проти запорізького «Металурга-2». Станіслав вийшов на поле в стартовому складі та відіграв увесь поєдинок. У складі третьої команди гірників у чемпіонатах України провів 76 матчів та відзначився 1 голом.
По завершенні контракту з «Шахтарем», в 2009 році перейшов до складу іншого друголігового клубу, дніпродзержинської «Сталі». У футболці сталеварів дебютував 25 липня 2009 року в переможному (2:1) домашньому матчі 1-го туру групи Б другої ліги чемпіонату України проти маріупольського «Іллічівця». Станіслав вийшов на поле в стартовому складі та відіграв увесь поєдинок. Дебютним голом у футболці «Сталі» відзначився 21 серпня 2009 року на 63-ій хвилині переможного (2:1) домашнього матчу групи Б другої ліги чемпіонату України проти донецького «Шахтаря-3». Передистий вийшов у стартовому складі та відіграв увесь поєдинок. У чемпіонатах України за дніпродзержинську команду зіграв 32 матчі та відзначився 2-ма голами, ще 3 матчі у футболці сталеварів провів у кубку України.
У 2011 році перейшов до складу краматорського «Авангарда». У новій команді дебютував 23 липня 2011 року і переможному (3:0) виїзному матчі 1-го туру групи Б другої ліги чемпіонату України проти комсомольського «Гірника-спорту». Передистий вийшов на поле в стартовому складі, але на 70-ій хвилині був замінений на Артема Корогодова. В 2013 році перейшов до черкаського «Славутича», але в футболці черкаської команди не зіграв жодного офіційного поєдинку.
В 2013 році зіграв 2 поєдинки в чемпіонаті Дніпропетровської області за «Сталь-2». В 2014 році зіграв 17 матчів (1 гол) за петриківський «Олімпік». В 2015 році виступав у складі команди-учасниці аматорського чемпіонату України «Колос» (Зачепилівка), в футболці якого провів 32 матчі.
З 2016 року захищає кольори охтирського «Нафтовика». Наразі в футболці охтирського клубу зіграв 26 матчів та відзначився 1 голом.

## Досягнення

### На професіональному рівні
- Друга ліга чемпіонату України
  -  Срібний призер (3): 2011/12

### На аматорському рівні
- Аматорська ліга України
  -  Бронзовий призер (1) — 2015

- Чемпіонат Харківської області з футболу вища ліга
  -  Віце-чемпіон (1) — 2015

- Кубок Харківської області з футболу: 
  -  Володар (1) — 2015

- «Кубок пам'яті Миколи Кудрицького»:
  -  Володар (1) — 2015